# Reliquiario di san Biagio
Il reliquiario di san Biagio è una scultura in argento parzialmente dorato (46x11,5x11,5 cm) attribuibile a un argentiere di area lombardo-veneta, databile all'inizio del XVI secolo e conservata nel tesoro della chiesa di San Lorenzo di Brescia.

## Storia
Il reliquiario ha sempre fatto parte del tesoro della chiesa: le sue origini sono da ricondurre all'antica confraternita intitolata a san Biagio, che in San Lorenzo, all'altare a lui dedicato, ne onorava le reliquie.

## Descrizione
Il manufatto è composto dalla riproduzione in argento di un braccio, appoggiata su un piedistallo cubico che, a sua volta, si regge su quattro sferette agli angoli. Sulle quattro facce del piedistallo, contornato da alcune modanature, si apre una finestrella polilobata che custodisce alcuni denti ritenuti provenienti dal corpo del santo. Sulla finestrella del fronte è dispiegato un festone con la scritta "Sancte Blasio ora pro nobis".
Il braccio si imposta su una base modanata e decorata a fogliami ed è ornato da pieghettature riproducenti il tessuto della manica. Qui si apre una lunga apertura cuspidata, profilata da una cornicetta dorata, che espone un altro osso del santo. Oltre il polso vi è la riproduzione della mano in atto benedicente. Lo stato di conservazione è eccellente.

## Stile
Il reliquiario è ancora fortemente caratterizzato da richiami gotici, evidenti soprattutto nelle quattro finestrelle polilobate del basamento. Il braccio e la mano rivelano un'accurata perizia tecnica e quest'ultima, in particolare, è ben definita anatomicamente. Nel complesso, l'opera appare povera di decorazioni, limitate ai fogliami dorati che circondano l'innesto tra il braccio e il basamento.
Per determinare datazione e luogo di produzione del manfufatto, Ivo Panteghini, in due successivi studi del 1996 e del 1997, lo accosta a un analogo reliquiario a braccio conservato nel Duomo di Pordenone, eseguito nel 1500 da Giovanni Mari, e fa notare come la cura anatomica della mano e la finta pieghettatura della manica siano profondamente analoghe. Tuttavia, il reliquiario di Pordenone possiede un basamento a tronco di piramide esagonale, cosa che rimanda a stilemi molto più goticizzanti ed è quindi da anteporre a questo di Brescia.
L'opera, pertanto, è assegnabile a un argentiere di area lombardo-veneta ed è databile ai primi anni del XVI secolo.